# MAS-36
O MAS Modèle 36, abreviado como MAS 36 e designado pelo Exército Francês como Fusil à répétition 7 mm 5 M. 36, é um fuzil militar de ação por ferrolho. Adotado pela primeira vez em 1936 pela França e destinado a substituir as séries de fuzis de serviço Berthier e Lebel, ele serviu da Segunda Guerra Mundial aos conflitos coloniais na Indochina e Argélia. Foi fabricado a partir do final de 1937 pela Manufacture d'armes de Saint-Étienne (MAS), uma das várias fábricas de armas estatais na França.
Apenas 250.000 fuzis MAS-36 estavam disponíveis para equipar a infantaria francesa durante a Batalha da França em 1940. A produção em massa finalmente iniciou após a Segunda Guerra Mundial e os fuzis MAS-36 tornaram-se amplamente usados em serviço durante a Primeira Guerra da Indochina e a Guerra da Argélia; sendo usados na Crise de Suez. Ao todo, cerca de 1,1 milhão de fuzis MAS-36 foram fabricados quando a produção cessou em 1952.
Seu desenho de ferrolho também foi usado nos posteriores fuzis de precisão franceses FR F1 e FR F2. O fuzil seguiu em uso pelas ex-colônias francesas e ainda é usado na Guerra Civil Síria.

## Antecedentes
O MAS 36 foi planejado como um fuzil econômico e simples visando servir com tropas de escalão de retaguarda, coloniais e de reserva e destinado a compartilhar a usinagem e abrir caminho para um novo fuzil semiautomático padrão antes do próximo grande conflito. Na Primeira Guerra Mundial, os franceses colocaram em serviços os fuzis RSC 1917 e RSC 1918, com o primeiro fuzil semiautomático dessa nova tentativa de padronização sendo uma evolução do protótipo MAS 38/39. Um número limitado de fuzis semiautomáticos MAS 40 entrou em serviço experimental em março de 1940, durante a Drôle de Guerre. A Batalha da França e a consequente ocupação alemã da França impediram a introdução em larga escala de fuzis de serviço semiautomáticos entre as tropas francesas da linha de frente. Durante a década de 1950, as forças armadas francesas adotaram o fuzil semiautomático MAS 49 como seu fuzil de serviço padrão.
Embora destinado a substituir os fuzis Lebel Modèle 1886 e Berthier, bem como as carabinas Berthier, as restrições orçamentárias limitaram a produção do MAS 36 e ele entrou em serviço ao lado dos antigos fuzis no exército e unidades coloniais. O Exército Polonês na França, chamado Exército de Sikorski, teve unidades equipadas com fuzis MAS 36. Após a Queda da França, os alemães tomaram posse de um grande número de fuzis MAS 36, os quais receberam a designação de Gewehr 242(f) e foram colocados em serviço com suas próprias unidades de guarnição baseadas na França ocupada e mais tarde na Volkssturm. As unidades Waffen-SS da Letônia também receberam alguns fuzis MAS 36. Além dos franceses de Vichy, os franceses livres também usaram os fuzis MAS 36 que eles pudessem conseguir.

## Características técnicas

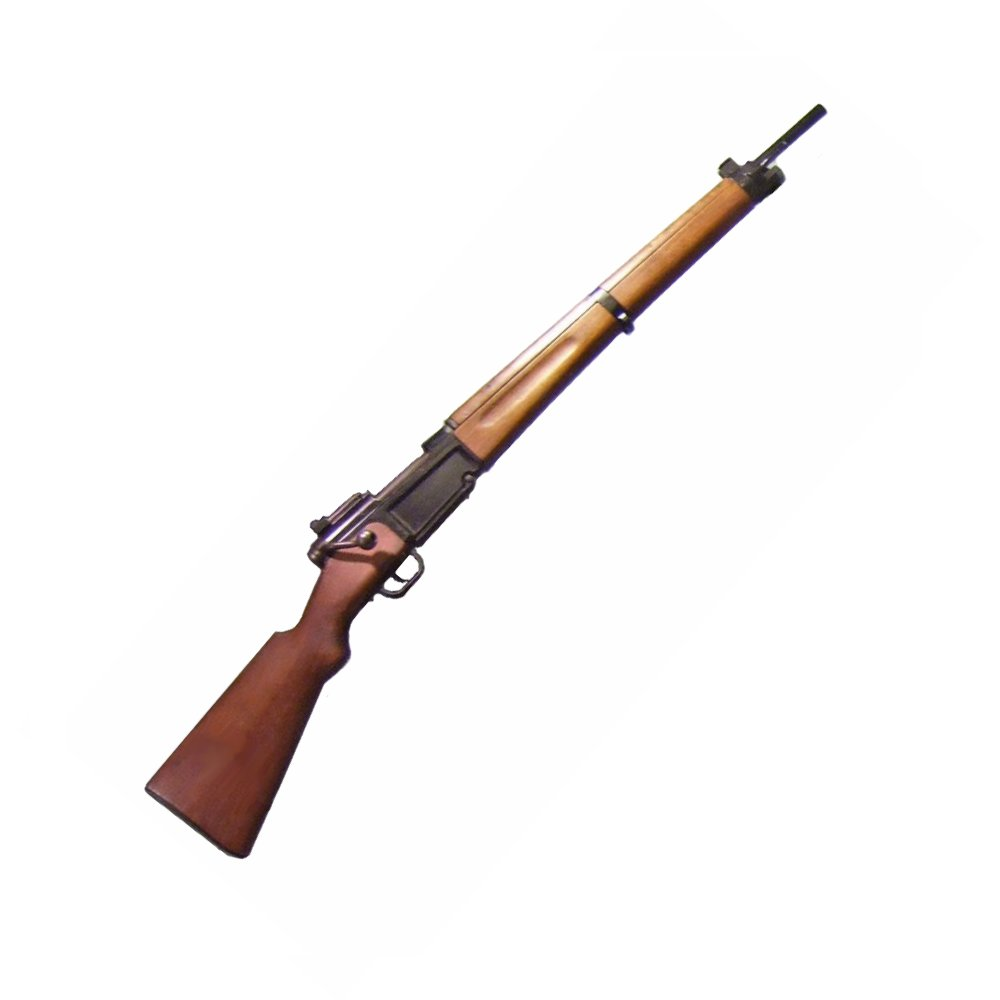
MAS 36 de produção pré-Segunda Guerra Mundial.

O MAS-36 é um fuzil curto estilo carabina com coronha de duas peças e receptor de lado plano. É calibrado no moderno cartucho francês de 7,5×54mm sem aro; uma versão abreviada do cartucho 7,5×57mm MAS mod. 1924 que foi introduzido em 1924 (e modificado em 1929), para a metralhadora leve FM 24/29 da França. O fuzil foi desenvolvido com base na experiência francesa na Primeira Guerra Mundial e combina várias características de outros fuzis, como as duas alças de trancamento do fuzil britânico SMLE (fáceis de limpar e resistentes à sujeira). A alça do ferrolho em forma de "perna de cachorro" veio do fuzil britânico-americano P14 / M1917 Enfield que coloca o botão do ferrolho em uma posição ergonômica favorável em relação ao gatilho e alça de mira. A desmontagem do ferrolho é semelhante àquela do fuzil japonês Arisaka Tipo 38 e o carregador de cinco tiros (extrator de garra) é do fuzil alemão Gewehr 98, o qual armazenava 5 cartuchos em uma coluna escalonada e era alimentado por clipes de 5 tiros.

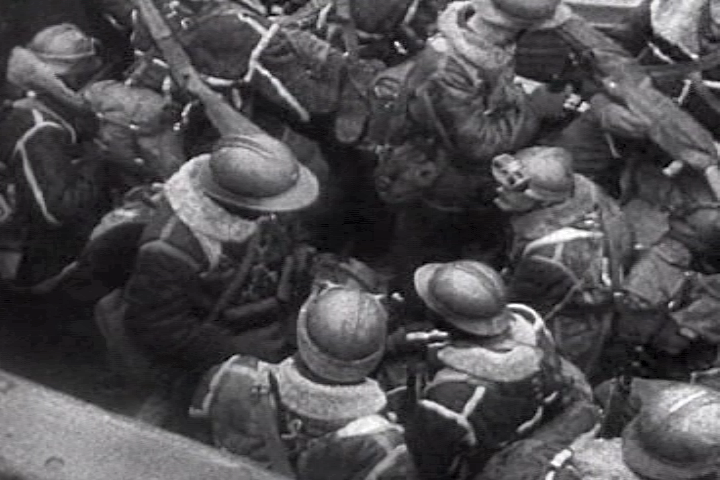
Soldados franceses em um bote salva-vidas britânico em Dunquerque, na França, em 1940. Um dos soldados tem um fuzil MAS 36 nas costas.

A desmontagem é simples, com apenas cinco partes removíveis pelo usuário: o corpo do ferrolho, a tampa traseira do ferrolho, o percussor e a mola do percussor. As partes metálicas do fuzil eram pretas assadas no forno.
A alça do ferrolho do MAS-36 é dobrada para a frente para colocá-la em uma posição conveniente para a mão do atirador. Alguns já foram encontrados dobrados para trás em uma posição voltada para baixo, como a de muitos outros fuzis ferrolhados. O MAS-36 tem um cano relativamente curto e é equipado com miras de grande abertura (traseira) e poste (frontais) projetadas para alcances de combate típicos. Como é típico dos fuzis franceses da época, o MAS-36 não tem registro de segurança manual.

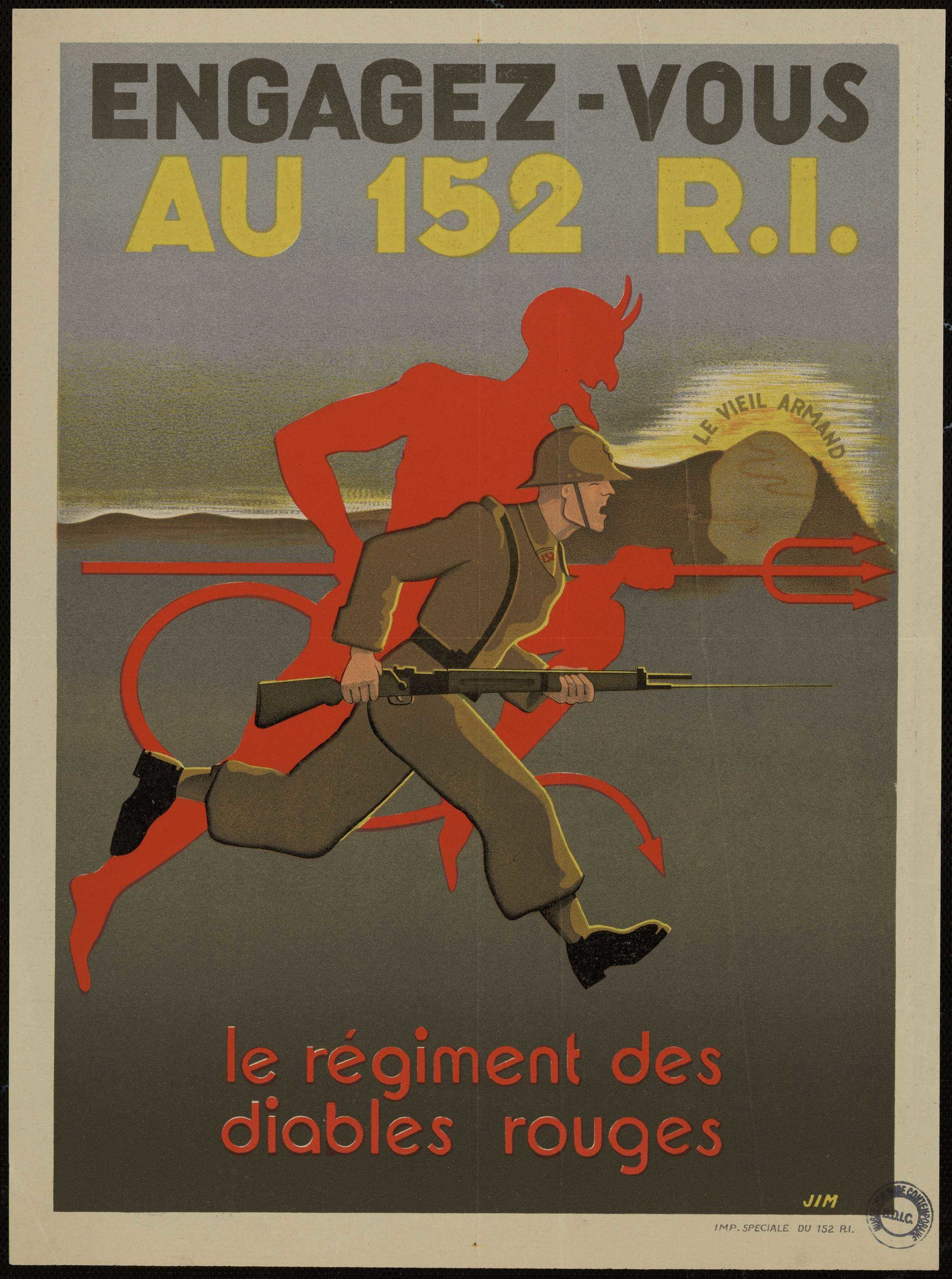
"Aliste-se no 152º RI, o regimento dos diabos vermelhos", pôster de propaganda do governo de Vichy mostrando o soldado com um fuzil MAS 36.

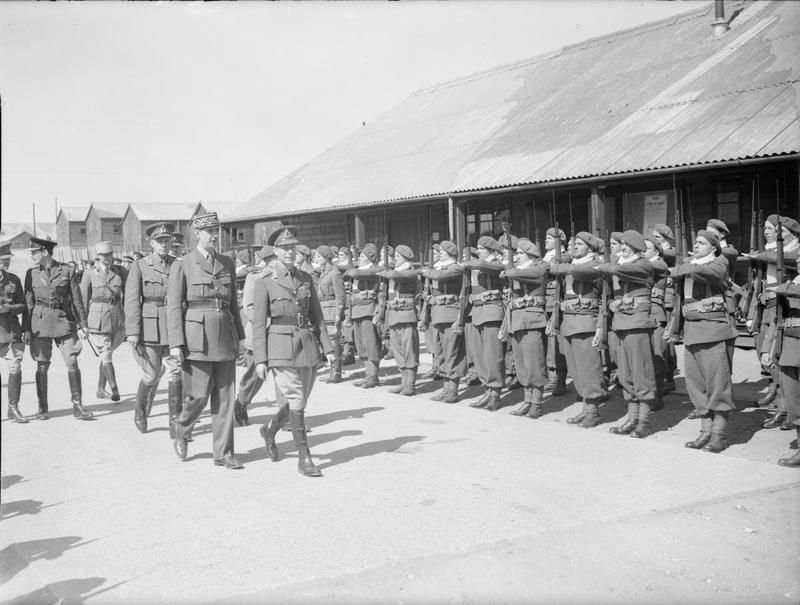
Sua Majestade o Rei George VI e o General de Gaulle em Cove, perto de Aldershot, inspecionando as recém chegadas forças da França Livre, 1940. A tropa está fazendo apresentar armas com fuzis MAS 36 e com baionetas caladas.

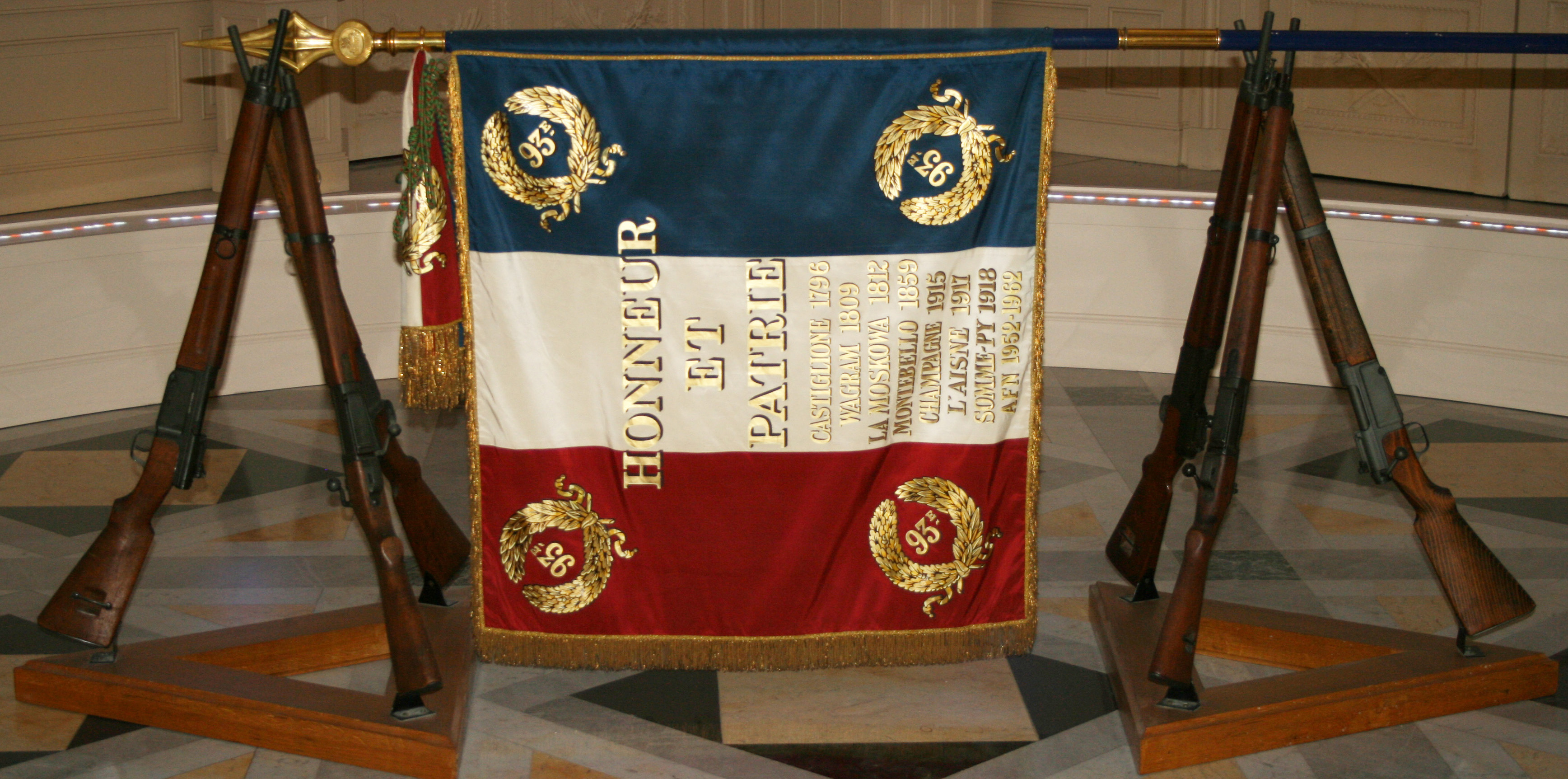
Bandeira da Amicale dos veteranos do 93º RI segurada por dois sarilhos de três fuzis MAS 36.

O fuzil foi projetado com uma linha de mira de ferro consistindo em um elemento de visada de abertura do tipo tangente e que foi calibrado para munição francesa Mle 1929C de 7,5×54mm para 100–1.200m (109–1.312 jardas) em incrementos de 100 metros (109 jardas). O elemento de mira frontal original era fresado e consistia em um poste frontal protegido por duas arestas abertas. Havia 25 elementos de abertura traseira disponíveis para a linha de visada para otimizá-la horizontal e lateralmente em incrementos de 2,32 MOA durante a montagem no arsenal. Esses elementos de abertura traseira montados em arsenal deslocavam-se para o ponto de mira 13,5 ou 27cm (5,3 ou 10,6 pol.) para a esquerda ou direita ou para cima ou para baixo em um alcance de 200 metros (219 jardas). Vale a pena notar que os encaixes dianteiros da coronha são um componente importante para ajustar as miras em um MAS 36. Para desencorajar a desmontagem da telha, parafusos não padronizados com cabeça de chave foram usados na faixa do cano e nas tampas do nariz. Somente os armeiros receberam as chaves de fenda apropriadas para remover a telha. Se removida, a telha provavelmente enfrentará um pouco de tentativa e erro para colocar os parafusos de volta em suas posições exatas novamente.
Normalmente, o MAS 36 era portado pelo usuário com um carregador alimentado e a câmara vazia até que o soldado entrasse em combate, quando então seria ordenado a carregar o fuzil. Embora o mecanismo de disparo do MAS 36 pudesse ser bloqueado levantando a alça do ferrolho, este procedimento padrão de segurança era feito por tradição. O MAS 36 foi emitido com uma baioneta cruciforme de ponta do tipo Lebel, de 17 polegadas, a qual era guardada invertida em um tubo abaixo do cano. Para usar a baioneta, um êmbolo de mola é pressionado para liberar a baioneta. Estava então livre para ser puxada para fora, virada e colocada em seu receptáculo. Estas baionetas foram adquiridas pelos alemães após o armistício e utilizadas no fuzil paraquedista FG-42.
A implementação inicial desse desenho de baioneta tem uma desvantagem distinta: com uma baioneta armazenada em um fuzil e o outro vazio, a parte superior da baioneta armazenada pode ser travada no tubo de baioneta vazio do segundo fuzil. Isso obscurece o botão de liberação na baioneta e resulta em fuzis enganchados permanentemente (pelo menos até a desmontagem destrutiva). No uso pós-guerra, os franceses atualizaram o desenho do armazenamento da baioneta perfurando um orifício na baioneta, o que permitia que a trava fosse pressionada através de um orifício já perfurado na tampa da baioneta. Tal como o fuzil Lebel 1886, o MAS-36 tem um gancho de empilhamento deslocado para o lado direito do cano para colocar vários fuzis em sarilho (geralmente um trio) na posição vertical.

## Desenvolvimento adicional

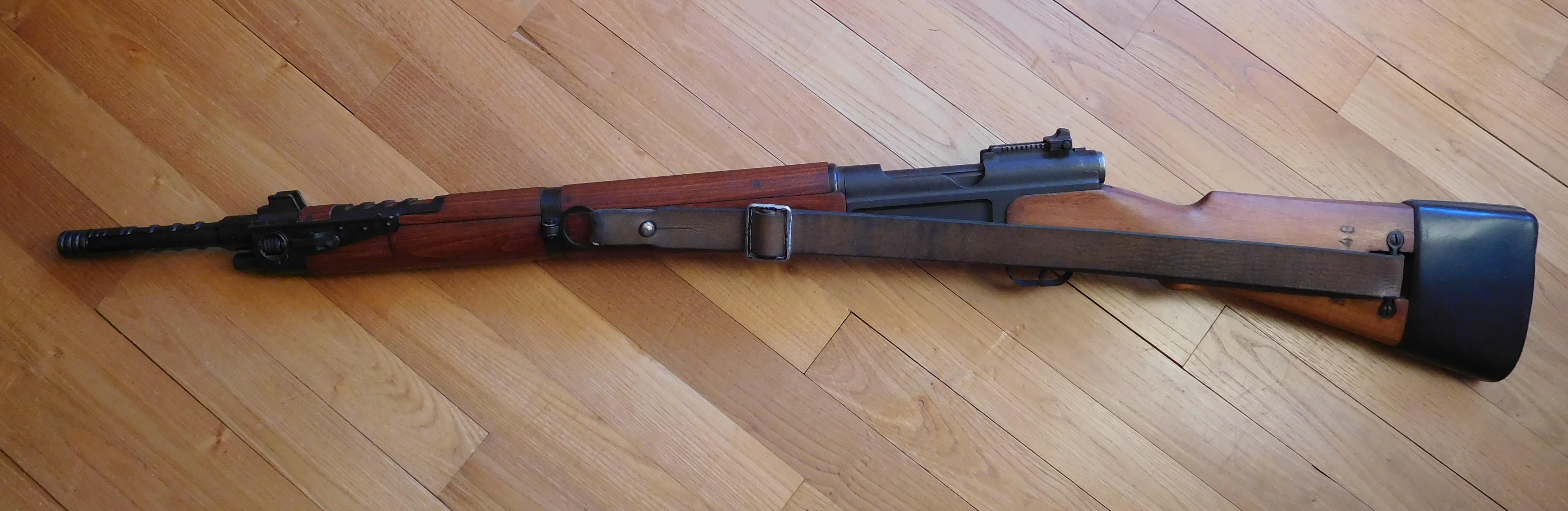
Variante MAS 36/51 com bandoleira.

Os fuzis produzidos após a Segunda Guerra Mundial apresentam simplificações de produção com estampagem, tais como anéis do cano estampados com a massa de mira com toldo, placas da base do carregador estampadas, retém frontal da bandoleira estampada com um anel; além de uma medida protetora para evitar a entrada de sujeira na área do gatilho, um trilho de ressalto lateral montado e botão para mudar e travar o alcance de tiro selecionado na alça de mira. A massa de mira com toldo reduziu o brilho sob condições de luz desfavoráveis e adicionou proteção extra para o poste de mira. O ferrolho dos fuzis produzidos após a Segunda Guerra Mundial não pode ser fechado em uma câmara vazia, indicando que o fuzil precisa ser recarregado. Os lotes posteriores do pós-guerra apresentam a fosfatização e parquerização introduzidas como um tratamento de superfície de metal mais eficaz contra a ferrugem. O "segundo modelo" é a versão mais produzida com seu derivado, o MAS 36/51.

## Serviço pós-guerra

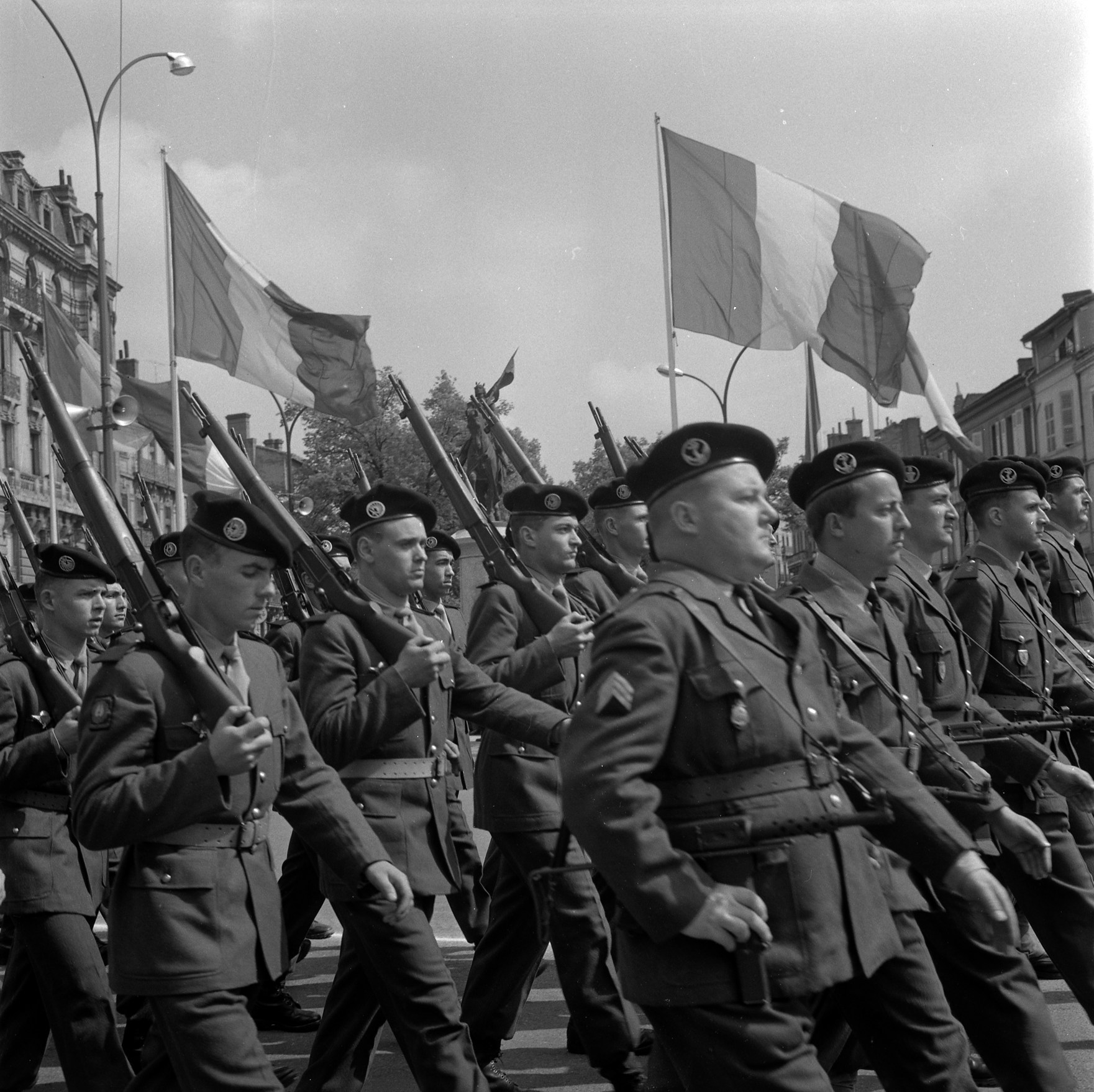
Soldados franceses desfilando no Dia Nacional de Joana d'Arc, 13 de maio de 1962. Os soldados carregam o fuzil MAS 36 no sistema de ordem unida com o delgado da coronha no ombro.

O MAS-36 foi amplamente utilizado pelo exército francês e pelas forças de defesa colonial durante as operações de contra-insurgência do pós-guerra na Guerra da Indochina e na Guerra da Argélia, bem como na Crise de Suez. Durante a operação de Suez, atiradores de elite paraquedistas franceses do 2ème RPC (Régiment de Parachutistes Coloniaux), empregaram fuzis MAS-36 com mira telescópica para eliminar snipers inimigos. O MAS-36 permaneceu em serviço no início dos anos 1960 como um fuzil de infantaria, muitas vezes servindo com unidades coloniais indígenas. Foi oficialmente um fuzil padrão substituto depois que a França adotou a série semiautomática de fuzis MAS-49 em 1949, embora seu desenho de ferrolho vive ainda em uma versão dedicada do fuzil, o FR F1 (agora calibrado em 7,62×51mm OTAN) e seu sucessor, o fuzil sniper FR F2.
O Gabão e a Costa do Marfim continuaram a usar o MAS-36 após a independência e, em 1968 e 1969, eles forneceram a Biafra fuzis MAS-36 durante a Guerra Civil da Nigéria. O Haiti presenteou Biafra com 300 fuzis como presente no final do conflito.

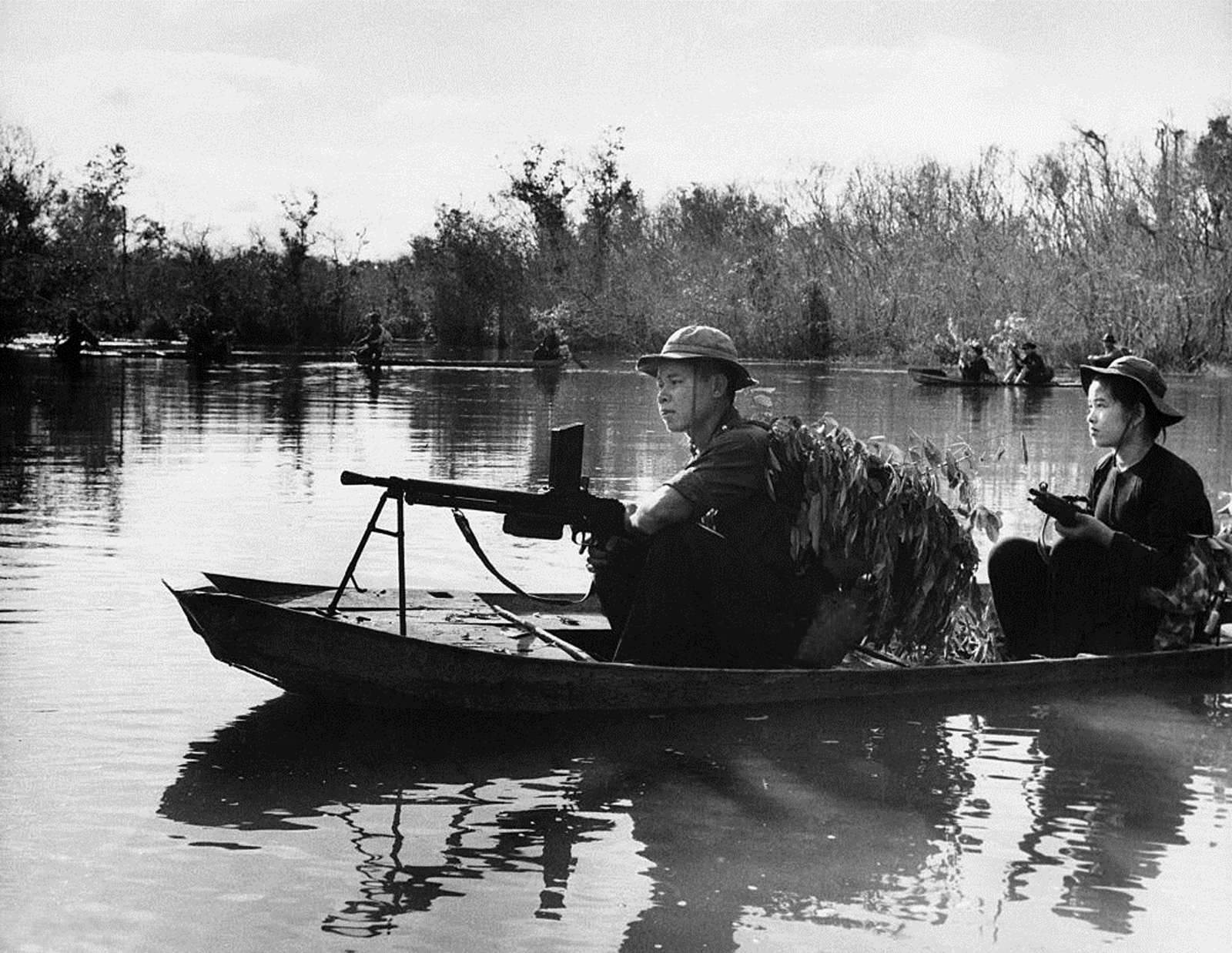
Patrulha fluvial de guerrilheiros vietcongues no rio Saigon, no Vietnã do Sul, em 27 de outubro de 1966. A mulher está armada com um fuzil MAS 36.

Após a Segunda Guerra Mundial, versões de fuzis de caça civis foram feitas pela MAS e pelo armeiro Jean Fournier. Esses fuzis de semi-coronha foram calibrados para o 7×54mm Fournier (7,5x54mm comum com o pescoço diminuído para 7mm), 7×57mm Mauser (muito raro), 8×60mmS (menos comum) e 10,75×68mm (raro). Os fuzis de caça nos dois últimos calibres tinham freios de boca integrados. Também foram importados para os Estados Unidos alguns fuzis MAS-36 excedentes militares, convertidos para 7,62×51mm OTAN do original 7,5×54mm. Além desses fuzis serem modificados para disparar a munição da OTAN, eles também receberam um gatilho de segurança do tipo SKS instalado.

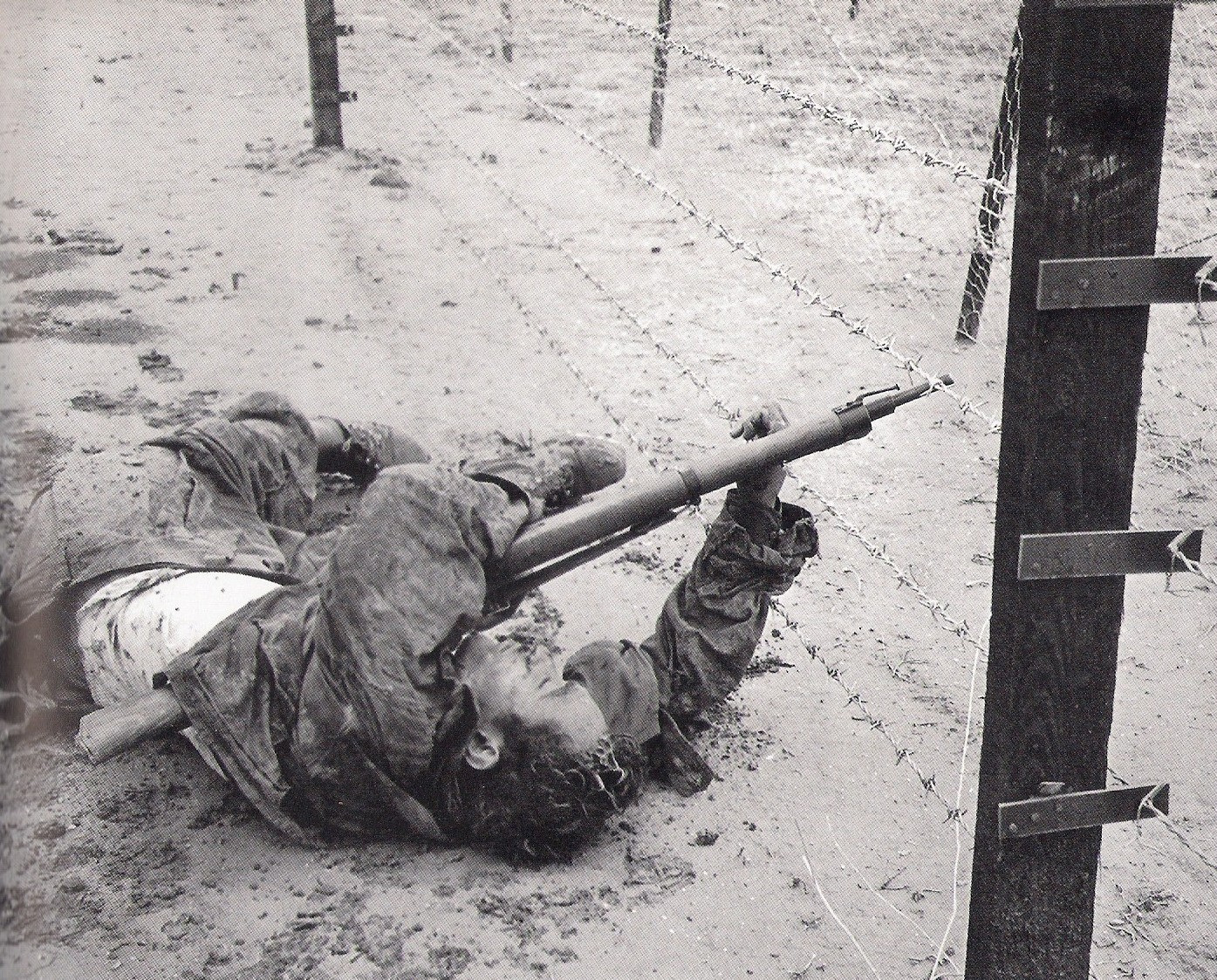
Um soldado fellagah da FLN morto eletrocutado na barreira eletrificada na fronteira leste da Argélia. Ele porta um fuzil MAS 36.

Nas ilhas Comores, os franceses tinham uma quantidade decente de fuzis MAS-36 armazenados durante a Segunda Guerra Mundial e o pós-guerra. Quando as Comores se tornaram uma nação independente em 1975, os fuzis foram entregues ao novo Exército das Comores. O MAS 36 foi amplamente utilizado durante muitos dos golpes e tentativas de golpe que ocorreram na nação insular de 1975 a 1989. Após uma reforma do Exército de Comores em 1990, o MAS-36 foi substituído por armas de assalto mais recentes, como o AK-47 e o FAL.
Quando as forças francesas partiram da Síria em 1946, os fuzis foram entregues às Forças Armadas da Síria para armar seu próprio exército e milícias. O MAS-36 foi amplamente utilizado pelas forças sírias na Guerra Árabe-Israelense de 1948. A vitória israelense e, mais tarde, um golpe na Síria levaram a lealdade da Síria a mudar em direção à União Soviética em vez dos países ocidentais. Nas décadas de 1950 e 1960, os sírios expandiram seu exército e compraram grandes quantidades de armamento, com os fuzis mais modernos SKS, AK-47 e FN FAL tornando o MAS 36 obsoleto e relegado a armazéns do governo. Em 2011, durante a Guerra Civil Síria, as forças da oposição síria capturaram milhares de fuzis armazenados. Com quase todos os fuzis ainda operacionais, o Exército Livre da Síria usou amplamente o MAS 36 de 2011 a 2015; quando começou a diminuir o seu uso devido à escassez da munição 7,5mm necessária à operação do fuzil. Também foram feitas modificações artesanais pelos combatentes. Um fuzil MAS 36 em Idlib teve o cano recalibrado em 7,62mm OTAN e recebeu uma armação impressa em 3D, para se tornar um fuzil de precisão.

## Usuários
- Soldados poloneses com fuzis MAS 36 na França, em 1940. Alemanha Nazista: Designado Gewehr 242(f). Emitido para unidades de ocupação na França,[21] para unidades da Volkssturm[8] e unidades Waffen-SS estrangeiras[6]
- Argélia[3]
- França

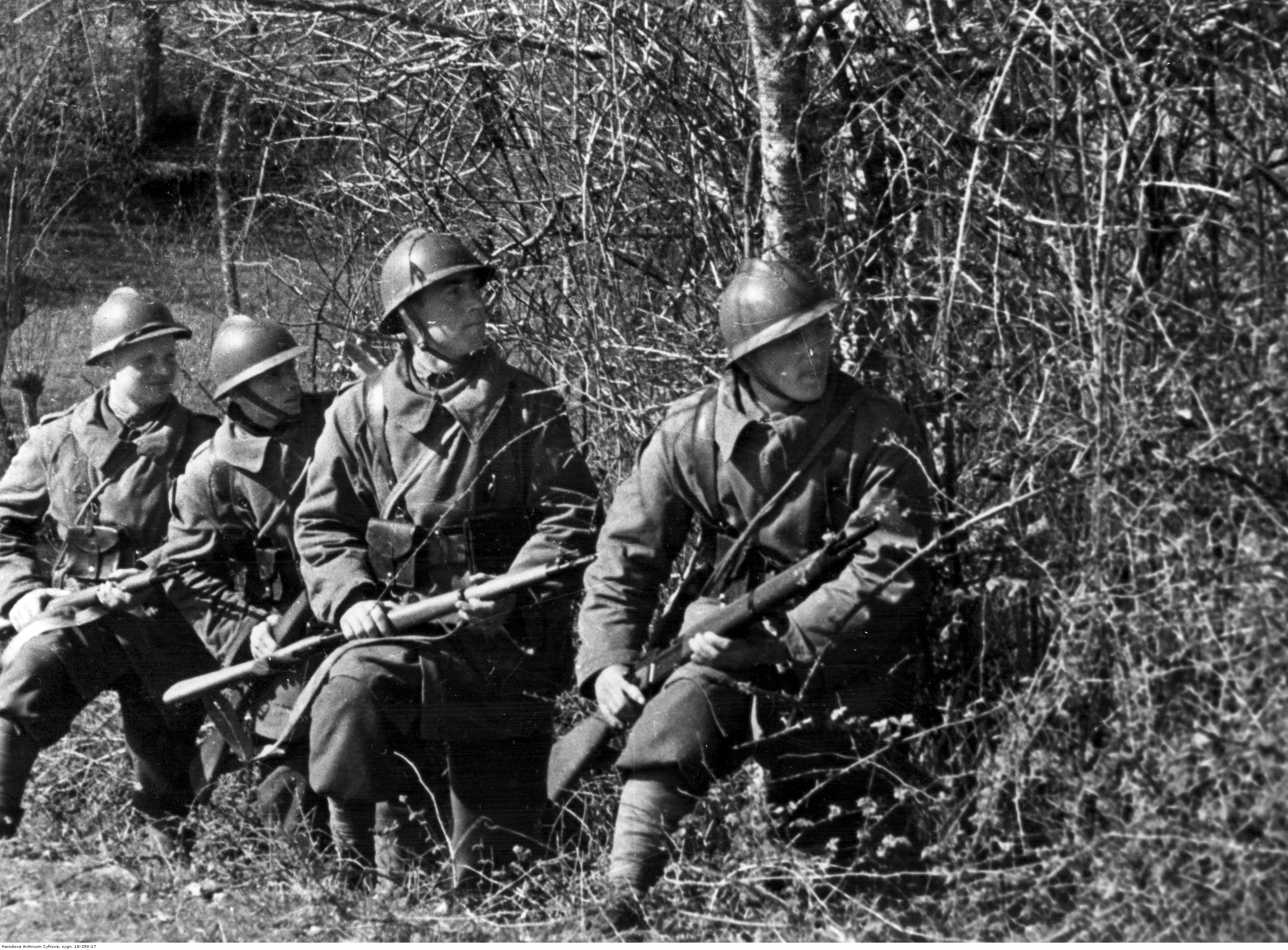
Soldados poloneses com fuzis MAS 36 na França, em 1940.

  - França Livre e Resistência Francesa[8]
  - França de Vichy[8]
  - Pós-guerra[8]
- Líbano[3]
- Mônaco[3]
  - Companhia de Carabineiros do Príncipe[22]
- Polônia: Usado por algumas unidades do exército polonês na França em 1940[23]
- Síria[3][19]
- Vietnã[3]
- Vietnã do Sul[3]

### Usuários não-estatais
- Estado Islâmico: Usado por insurgentes do EIIL em 2019.[24]